# Philip Sherrard

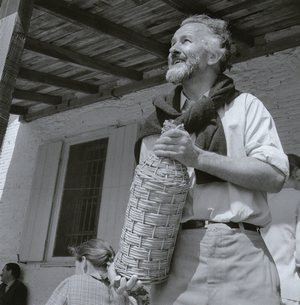
Philip Sherrard

Philip Sherrard (* 23. September 1922 in Oxford, England; † 30. Mai 1995 in London, England) war ein britischer Autor, Übersetzer und Philosoph.
Sherrard hat insbesondere die neugriechische Dichtung, aber auch die byzantinische Philokalia durch Übersetzungen in Großbritannien und in der englischsprachigen Welt bekanntgemacht und vielfach zur Kultur, Theologie und Kunst des byzantinischen und modernen Griechenlands publiziert. Außerdem hat er zu Themen Stellung genommen, die aus seiner dezidiert christlichen Perspektive aktuelle gesellschaftliche und spirituelle Krisen darstellten.

## Schriften
Eigene Dichtung
- Orientation and Descent. Poems. Eton: Alden and Blackwell, 1953.
- Motets for a Sunflower. Poems. Ipswich: Golgonooza Press, 1979.
- In the Sign of the Rainbow: Selected Poems 1940–1989.  London: Anvil Press Poetry, 1994, ISBN 0-85646-221-7.

Neugriechische Dichtung
- The Marble Threshing Floor: Studies in Modern Greek Poetry. London: Valentine, Mitchell, 1956; Nachdruck: Limni, Griechenland, Denise Harvey, 1981, 1992, ISBN 960-7120-02-7.
- (mit Edmund Keeley): Six Poets of Modern Greece. London: Thames and Hudson, 1960.
- (mit Edmund Keeley): George Seferis: Collected Poems (1924–1955). London: Jonathan Cape, 1969.
- (mit Edmund Keeley): C. P. Cavafy: Collected Poems. Princeton: Princeton University Press, 1975, 1992, ISBN 0-691-06984-0.
- (mit Edmund Keeley): Angelos Sikelianos: Selected Poems. Princeton: Princeton University Press, 1979; Nachdruck: Limni, Griechenland, Denise Harvey, 1996, ISBN 960-7120-12-4.
- (mit Edmund Keeley): Odysseus Elytis: Selected Poems. London: Anvil Press Poetry, 1981, 2007, ISBN 978-0-85646-355-6.
- A Greek Quintet: Poems by Cavafy, Sikelianos, Seferis, Elytis, Gatsos. Limni, Griechenland, Denise Harvey, 1992, 2000, ISBN 960-7120-01-9.
- (mit Edmund Keeley): George Seferis: Complete Poems. London: Anvil Press Poetry, 1995, 2006, ISBN 0-85646-213-6.

Neugriechische Kultur
- (mit John Campbell): Modern Greece. London: Ernest Benn, 1968, ISBN 0-510-37951-6.
- Δοκίμια γιά τόν Νέο Ἑλληνισμό. Athen: Athina Publications, 1972.
- The Wound of Greece: Studies in Neo-Hellenism. London: Rex Collings, 1978, ISBN 0-86036-070-9.
- The Pursuit of Greece (editor) (London: John Murray, 1964; reprinted Athens: Denise Harvey, 1987) ISBN 0-907978-24-X.
- (Hrsg.): Edward Lear: The Corfu Years: A Chronicle presented through his Letters and Journals. Athen und Dedham: Denise Harvey, 1988, ISBN 0-907978-25-8.

Byzantinische Kultur und Theologie
- The Greek East and the Latin West: A Study in the Christian Tradition. Oxford: Oxford University Press, 1959; Nachdruck: Limni, Griechenland, Denise Harvey, 1992, 1995, 2002, ISBN 960-7120-04-3.
- Athos: The Holy Mountain (Overlook Hardcover), 1985, ISBN 978-0-87951-988-9. Deutsche Übersetzung: Athos. Aus dem Engl. übertr. von Titus Burckhardt. Mit farbigen Aufnahmen von Paul Du Marchie van Voorthuysen. Olten: Urs Graf-Verlag, 1963.
- Constantinople: The Iconography of a Sacred City. London: Oxford University Press, 1965. Deutsche Übersetzung: Konstantinopel. Olten: Urs Graf-Verlag, 1963.
- Great Ages of Man: Byzantium: A History of the World's Cultures. Time Life Books, 1966, ISBN 978-0-662-83340-6. Deutsche Übersetzung: Byzanz. Aus dem Engl. übertr. von Holle Kuschel. Time-Life International, Amsterdam 1967; auch: Byzanz. Einführung von Franz Dölger. Reinbek: Rowohlt, 1972, ISBN 3-499-18030-8.
- Church, Papacy, and Schism: A Theological Enquiry. London: SPCK, 1978; Nachdruck: Limni, Griechenland, Denise Harvey, 1996, ISBN 960-7120-11-6.
- (mit G. E. H. Palmer, Kallistos (alias Timothy) Ware): The Philokalia, The Complete Text. Compiled by St Nikodimos of the Holy Mountain and St Makarios of Corinth. London: Faber, Bd. 1–4, Bd. 5 im Erscheinen, 1979–, ISBN 0-571-11377-X, ISBN 0-571-13013-5, ISBN 0-571-15466-2, ISBN 0-571-17525-2, ISBN 0-571-19382-X

Christentum und Moderne
- Christianity and Eros: Essays on the Theme of Sexual Love. London: SPCK, 1976; Nachdruck: Limni, Griechenland, Denise Harvey, 1995, 2002, ISBN 960-7120-10-8.
- The Rape of Man and Nature: An Enquiry into the Origins and Consequences of Modern Science. Ipswich: Golgonooza Press, 1987, ISBN 0-903880-34-2.
- The Sacred in Life and Art (Ipswich: Golgonooza Press, 1990); Nachdruck: Limni, Griechenland,  Denise Harvey, 2004, ISBN 960-7120-18-3.
- Human Image: World Image: The Death and Resurrection of  Sacred Cosmology. Ipswich: Golgonooza Press, 1992; Nachdruck: Limni, Griechenland, Denise Harvey, 2004, ISBN 960-7120-17-5.
- Not of This World: A Treasury of Christian Mysticism. [Beitrag], World Wisdom, 2003, ISBN 978-0-941532-41-9.
- Science and the Myth of Progress. [Beitrag], World Wisdom, 2004, ISBN 978-0-941532-47-1.
- The Betrayal of Tradition: Essays on the Spiritual Crisis of Modernity [Beitrag], World Wisdom, 2005, ISBN 978-0-941532-55-6.